# 日本のフィットネスクラブ一覧
日本のフィットネスクラブ一覧（にほんのフィットネスクラブいちらん）は、日本の主なフィットネスクラブをまとめた一覧である。

## フィットネスクラブ専業
- ゴールドジム（運営：THINKフィットネス）
  - ジョイフルアスレティッククラブ（運営：株式会社MTJフィットネス〔THINKフィットネス子会社〕）
- セントラルフィットネスクラブ・セントラルウェルネスクラブ（運営：セントラルスポーツ）
  - ザバススポーツクラブ（SAVAS）（運営：セントラルスポーツプラザ〔セントラルスポーツ子会社〕）
- カーブス（運営：カーブスホールディングス）
- エニタイムフィットネス（運営：Fast Fitness Japan）
- ビッグ・エス（運営：株式会社ザ・ビッグスポーツ）
  - 朝日スポーツクラブ（朝日新聞社出資。受託運営）
- コパンスポーツクラブ（運営：株式会社コパン）
- エル・スポーツ（運営：エルスポーツ株式会社）
- スポーツクラブヘミング（運営：株式会社スカイ）
- 協栄スポーツクラブ十日市場（運営：株式会社協栄スポーツ企画）
- 東京アスレティッククラブ
- FIT-EASY（運営：フィットイージー株式会社）

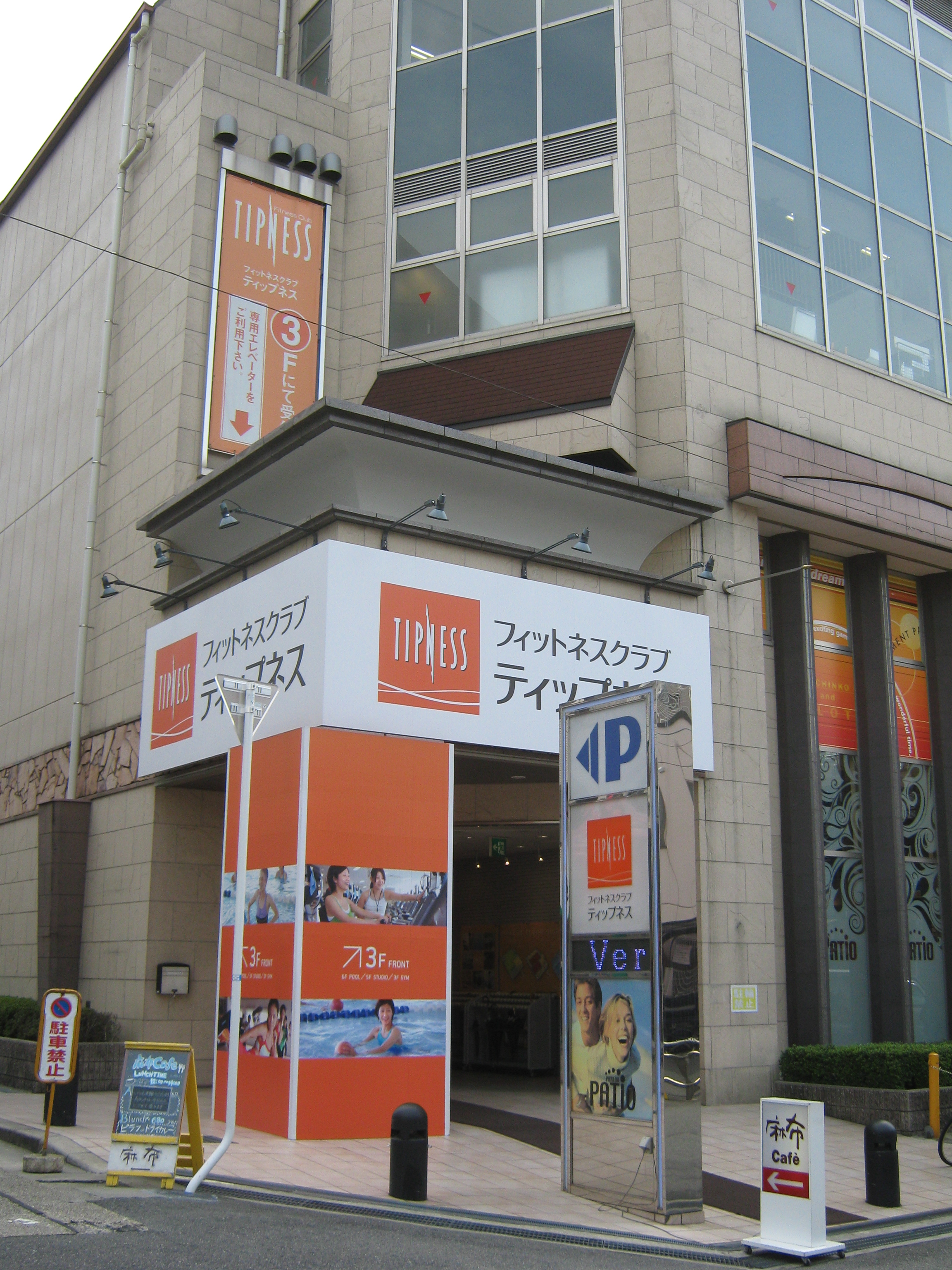
日本におけるフィットネスクラブ例

## 製造企業系列のクラブ
企業メセナや社内ベンチャー、社有地の有効活用の面も有する。
- グンゼスポーツクラブ（グンゼ出資）[3]
- ドゥ・スポーツプラザ（ウェルネオシュガー系列の日新ウエルネスが運営）[4]
  - スポーツクラブA-1（新宿中村屋グループより事業譲受）[5]
- アルペンフィットネスクラブ・アルペンクイックフィットネス（運営：アルペン）
- ブリヂストンスポーツアリーナ（ブリヂストン系列）
- ダンロップスポーツクラブ（住友ゴム工業系列のダンロップスポーツが運営）

## 運輸企業系列のクラブ
駅ビル、高架下、車両基地、遊休地などを活用して、通勤客らの利用を見込む。
- ジェクサー（東日本旅客鉄道系列JR東日本スポーツが運営）
- 東武スポーツクラブ（東武鉄道系列である東武スポーツが運営）
- アトリオ（東京急行電鉄系列）
- 西武フィットネスクラブ（西武鉄道系列の西武レクリエーションが運営）
- ライフティック（神奈川中央交通系列である神奈中スポーツデザインが運営）
- エスポ（遠州鉄道が運営）
- 長電スイミングスクール/フィットネスクラブエフバイエー（長野電鉄の子会社であるながでんウェルネスが運営）
- スポーツドームエアーズ（加越能バスが運営、所在地は富山県高岡市）

## 不動産・建設企業系列のクラブ
- メガロス（野村不動産系列）
- スポーツクラブNAS（大和ハウス工業が資本参加）
- 東急スポーツオアシス（東急不動産系列）
- ホリデイスポーツクラブ（東祥）
- エスフォルタ（住友不動産系列）
- クリスタルスポーツクラブ（トーセイ）
- セサミスポーツクラブ（太平洋セメントグループ）
- ロイヤルスポーツプラザ・ロイヤルスポーツクラブ2（株式会社フジケングループ）
- レフコ（香川県丸亀市の建設業、ヒカリが運営。旧運営会社の株式会社フィットネスマネジメントを、光建設が吸収合併し商号変更）

## 流通企業系列のクラブ
商業施設に設置することで、買い物客を呼び込む。
- アクトス（バロー系列）
- ジストスポーツクラブ（オークワ系列）
- イオンスポーツクラブ（イオングループ）
- ベルフィットネス（ジクト系列）
- フィッタ（フジ系列）
- アイレクススポーツクラブ（ハクヨグループ）
- ジョイフィット（オカモトグループ）
- IPSスポーツクラブ（福田屋百貨店系列、コナミスポーツ&ライフに運営委託）
- セブンカルチャークラブ（セブン&アイ・ホールディングス）
- SDフィットネス（SDエンターテイメント系列）
- アスティ・スポーツクラブ（ヤマナカ系列）
- スポーツプラザ山新（山新系列）
  - フィットネスクラブスパーク（日立ライフより譲受）

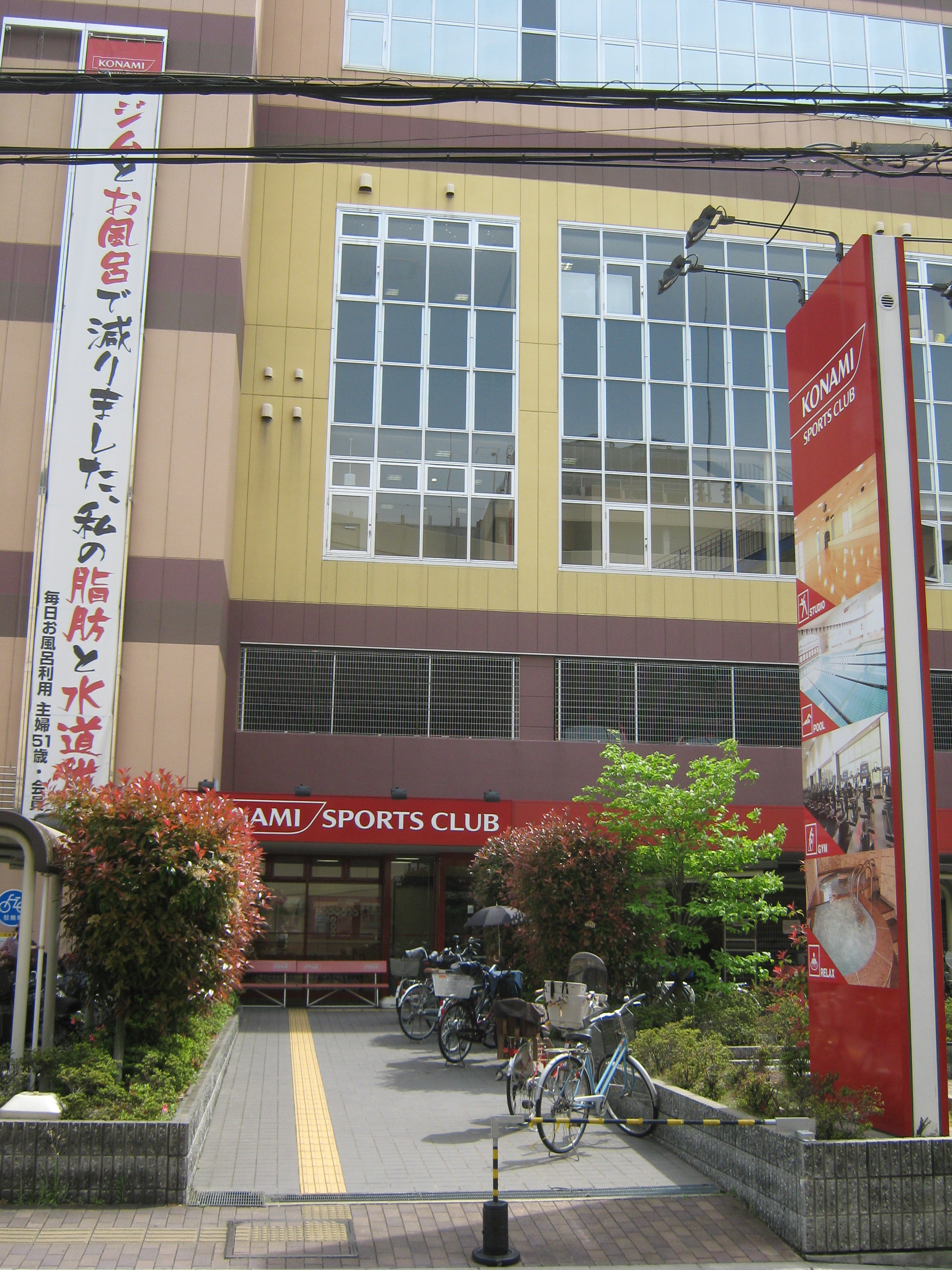
日本におけるフィットネスクラブ例

## メディア企業系列のクラブ
親会社が有する映像や音楽などと融合したフイットネスメニューの提供など、エンターテイメント性を高めたオリジナリティあるプログラムの提供を行う。
- コナミスポーツクラブ（コナミ系列）
- ソプラティコ（ブシロード系列のブシロードウェルビーが運営）
- ティップネス（日本テレビホールディングス子会社）
- レスパス（グリー系列）
- ライフスポーツKTV・KTVフィットネスクラブ フレスコ：（関西テレビ放送系列）

## その他のクラブ
- ルネサンス（DIC系列）
- コ・ス・パ（オージースポーツ：大阪ガス系列、近畿地方を中心に運営）
- アスリエ（文教大学学園系列）
- SPJライフスポーツプラザ（かねはら系列）
- 快活フィットネスCLUB（快活フロンティアが運営）

## 過去に事業をおこなっていた主なクラブ
- リーヴ・スポーツ（三菱地所傘下。ルネサンススポーツクラブに吸収合併）
- キッコーマンスポーツクラブ（ルネサンススポーツクラブに譲渡）
- ダイエーオリンピックスポーツクラブ（コナミスポーツクラブに統合）
- ニッセイ・アスレティックス（コナミスポーツクラブに統合）
- スポーツプレックス・ジャパン（コナミスポーツクラブに統合）
- オキシー阪急（コナミスポーツクラブに統合）
- 日鐵サンスポーツ（新日本製鐵系列）
- RIOスポーツクラブ
- サッポロスポーツプラザPAL（ダンロップスポーツクラブに統合）
- ユニチカスイミングスクール&フィットネスクラブ（コパンスポーツクラブに統合）
- Fit＆Go（運営：ファミリーマート。フィットイージーに譲渡）